# 觉苑寺
31°53′16″N 105°16′26″E / 31.88778°N 105.27389°E
觉苑寺位于中国四川省剑阁县武连镇西侧，始建于唐贞观年间，初名弘济寺，北宋元丰年间赐名觉苑寺，明天顺初年（1457年）重建，更名普济寺，清康熙初年（1662）修缮，复名觉苑寺。
觉苑寺坐北朝南，占地3200平方米。中轴线上有藏经楼（天王殿）、大雄宝殿、观音殿等建筑。大雄宝殿面阔五间，单檐歇山顶，殿内墙壁有壁画139.79平方米，佛坛背壁有壁画33.79平方米，均为明代遗物。
1956年8月16日公佈為四川省第一批歷史及革命文物保護單位。1980年7月7日重新公佈為四川省第一批文物保護單位。2001年6月25日列為第五批全國重點文物保護單位。